# RTS,S

Structure de la particule pseudovirale recombinante.

Le RTS,S/AS01E, distribué sous la marque Mosquirix, est un vaccin à base de protéines recombinantes actif contre Plasmodium falciparum, principal parasite responsable du paludisme. 
Développé par les laboratoires GlaxoSmithKline depuis les années 1980 en partenariat avec l'association PATH, c'est le premier vaccin antipaludique à avoir été évalué par un organisme réglementaire. Le Comité des médicaments à usage humain (CHMP) de l'Agence européenne des médicaments (EMA) a ainsi rendu un avis favorable en juillet 2015, à la suite de la phase III de l'étude clinique conduite auprès de 15 459 enfants dans sept pays d’Afrique subsaharienne (Burkina Faso, Gabon, Ghana, Kenya, Malawi, Mozambique et Tanzanie) et dont les résultats avaient été publiés quelques jours plus tôt dans la revue médicale The Lancet,. Ces résultats ont établi que le vaccin présente un niveau de risque acceptable — seulement quelques cas de méningite et de convulsions — avec une certaine efficacité contre P. falciparum dans les 12 mois suivant son administration, protégeant 31 % des enfants âgés de 6 à 12 semaines et 56 % de ceux âgés de 5 à 17 mois contre le premier épisode clinique du paludisme. L'Organisation mondiale de la santé (OMS) a par la suite estimé que, bien qu'il soit modérément efficace, ce vaccin présente un intérêt pharmaceutique justifiant de réaliser un pilote à plus grande échelle. La vaccination des jeunes enfants dans les zones à forte transmission du parasite, où la mortalité est très élevée, peut en effet s'avérer déterminante pour y contenir l'impact du paludisme. Un pilote était ainsi prévu début 2018 avec le Ghana, le Kenya et le Malawi afin d'établir si les résultats obtenus en phase III d'essai clinique peuvent être reproduits en conditions normales d'utilisation ; finalement lancé en 2019, cet essai clinique a permis d'établir que ce vaccin, lorsqu'il est utilisé en complément de médications antipaludiques pendant la saison de plus haute transmission de la maladie, doit permettre de réduire l'impact du paludisme, y compris sa létalité, de 70 %,.
Le vaccin vise la phase hépatique du cycle du parasite en ciblant les sporozoïtes dans le foie, avant la phase sanguine.
Le 6 octobre 2021, l'OMS « recommande l’utilisation généralisée du vaccin antipaludique RTS,S/AS01 (RTS,S) chez les enfants en Afrique subsaharienne et dans d'autres régions où la transmission du paludisme à P. falciparum est modérée ou forte ».

## Composition
Le vaccin Mosquirix se présente sous forme de 25 μg d'une poudre en suspension dans un solvant pour injection. Son principe actif, le RTS,S, est constitué de la séquence répétitive de l'épitope de lymphocyte T de la protéine circumsporozoïte (CSP) de P. falciparum fusionnée avec l'extrémité N-terminale de la protéine HBsAg de l'enveloppe du virus de l'hépatite B, formant l'antigène RTS du vaccin, et de la protéine S de l'enveloppe du virus de l'hépatite B, ces deux protéines étant exprimées par des cellules de levure de boulanger (Saccharomyces cerevisiae), à l'intérieur desquelles elles s'assemblent spontanément en formant des particules pseudovirales non infectieuses (VLP, pour virus-like particles),. L'adjuvant AS01 est formé de liposomes, de lipide A monophosphorylé et d'une saponine végétale. 
L'épitope de lymphocyte T de la protéine circumsporozoïte est O-fucosylé chez P. falciparum, et P. vivax tandis que le vaccin RTS,S produit par Saccharomyces cerevisiae ne l'est pas.